# Gammarus tigrinus
Gammarus tigrinus är en kräftdjursart som beskrevs av Sexton 1939. Gammarus tigrinus ingår i släktet Gammarus och familjen Gammaridae. Arten är reproducerande i Sverige. Inga underarter finns listade i Catalogue of Life.